# Chrysocharodes petiolata
Chrysocharodes petiolata är en stekelart som beskrevs av William Harris Ashmead 1894. Chrysocharodes petiolata ingår i släktet Chrysocharodes och familjen finglanssteklar.
Artens utbredningsområde är Panama. Inga underarter finns listade i Catalogue of Life.